# Deutscher Dom
Il Deutscher Dom è una chiesa protestante di Berlino, in Germania.
Sorge sul lato meridionale nel Gendarmenmarkt, a simmetrico riflesso della sua gemella, il Französischer Dom, sul lato nord.
È posta sotto tutela monumentale (Denkmalschutz).
La chiesa, distrutta durante la seconda guerra mondiale, fu ricostruita nel 1982–96. La cupola fu costruita dall'architetto Carl von Gontard.

## Storia e descrizione
La chiesa venne costruita per ospitare una comunità protestante. Il progetto dell'edificio venne affidato a Martin Grünberg, che pensò ad una struttura in puro stile barocco, e fu costruito da Giovanni Simonetti. La decorazione plastica è opera di Bernhardt Rode. Ultimata nel 1708, l'edificio si basava su una struttura pentapartita a cui nel 1785 fu aggiunta una torre con cupola come quella del Französischer Dom, posto all'altra estremità della piazza. La chiesa bruciò completamente durante la guerra e fu riedificata solo nel 1993. Il restauro ha cercato di mantenere inalterato l'aspetto dell'edificio, infatti l'esterno è stato ricostruito quasi fedelmente al modello originario, mentre l'interno è stato costruito in stile moderno. L'edificio oggi ospita l'esposizione Wege, Irrwege, Umwege ("Strade, confusioni, deviazioni"), sull'evoluzione della democrazia parlamentare.